# 程楼乡
程楼乡，是中华人民共和国河南省商丘市宁陵县下辖的一个乡镇级行政单位。

## 行政区划
程楼乡下辖以下地区：
沟厢东村、沟厢西村、乔竹元村、郭楼村、胡庄村、闫庄村、姜王庄村、苗堂村、王兆址村、祁营村、高庄村、徐八楼村、后张村、申庄村、前张村、王小楼村、瓦屋刘村、宋庄村、曹庙村、大吴庄村、刘古堂村和史路口村。